# 기누가와 다이이치 호텔

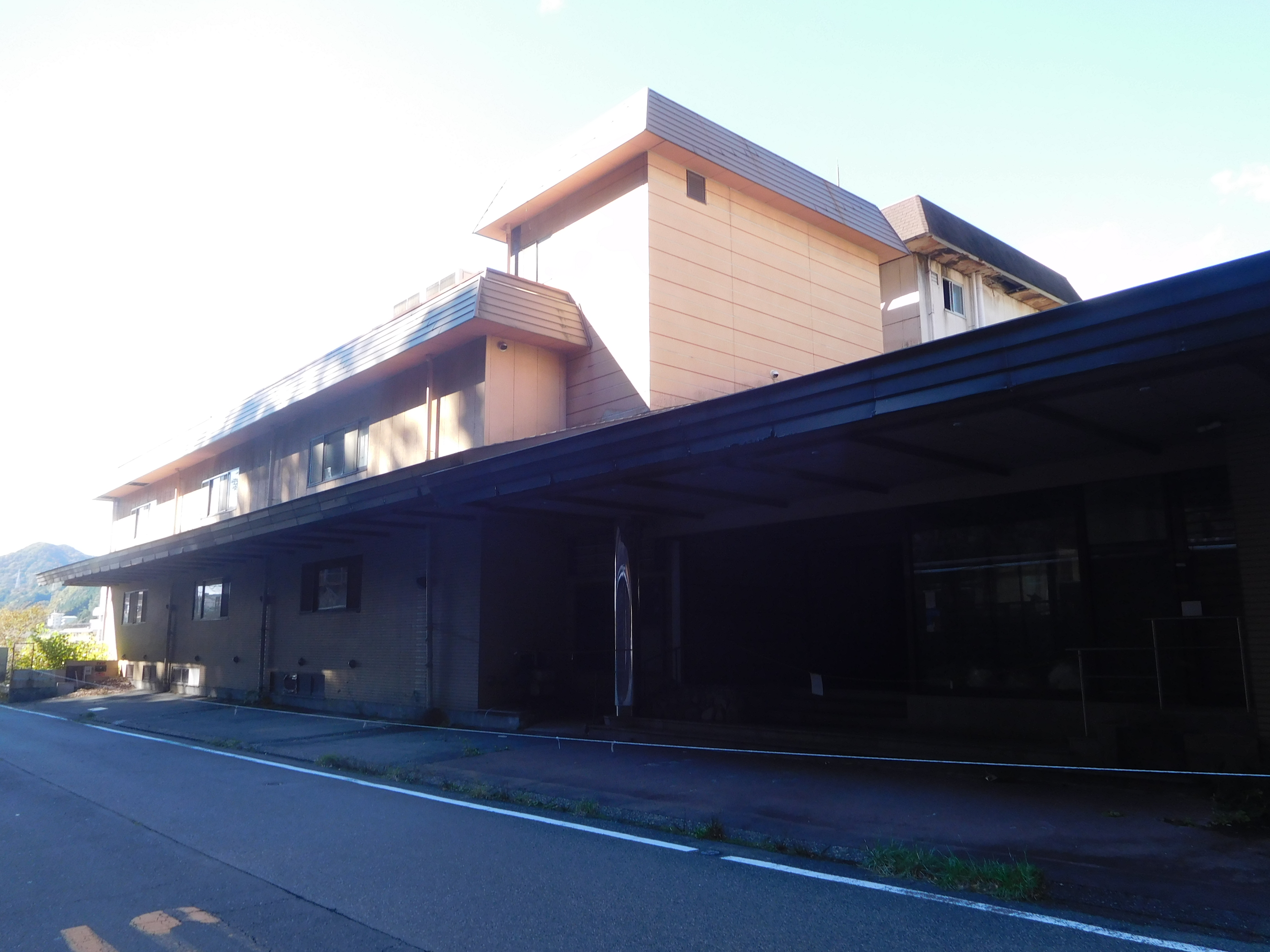
외관 (2020년 10월)

기누가와 다이이치 호텔(일본어: 鬼怒川第一ホテル)은 일본 도치기현 닛코시 후지와라에 존재했던 호텔이다. 1980년 개업하였으며, 2008년 11월 30일 폐관하였다. 현재 건물은 폐허이다.